# Rivière aux Araignées
Pour les articles homonymes, voir Araignée (homonymie).
La rivière aux Araignées est une rivière qui est la principale source du Lac aux Araignées, dont la décharge rejoint le Lac des Joncs. La décharge de ce dernier rejoint le Lac Mégantic, dont l'émissaire est la rivière Chaudière, laquelle coule vers le nord pour aller se déverser sur la rive sud du fleuve Saint-Laurent.
La rivière aux Araignées coule dans les municipalités de Saint-Augustin-de-Woburn et de Frontenac, dans la municipalité régionale de comté (MRC) Le Granit, dans la région administrative de l'Estrie, au Québec au Canada.

## Géographie

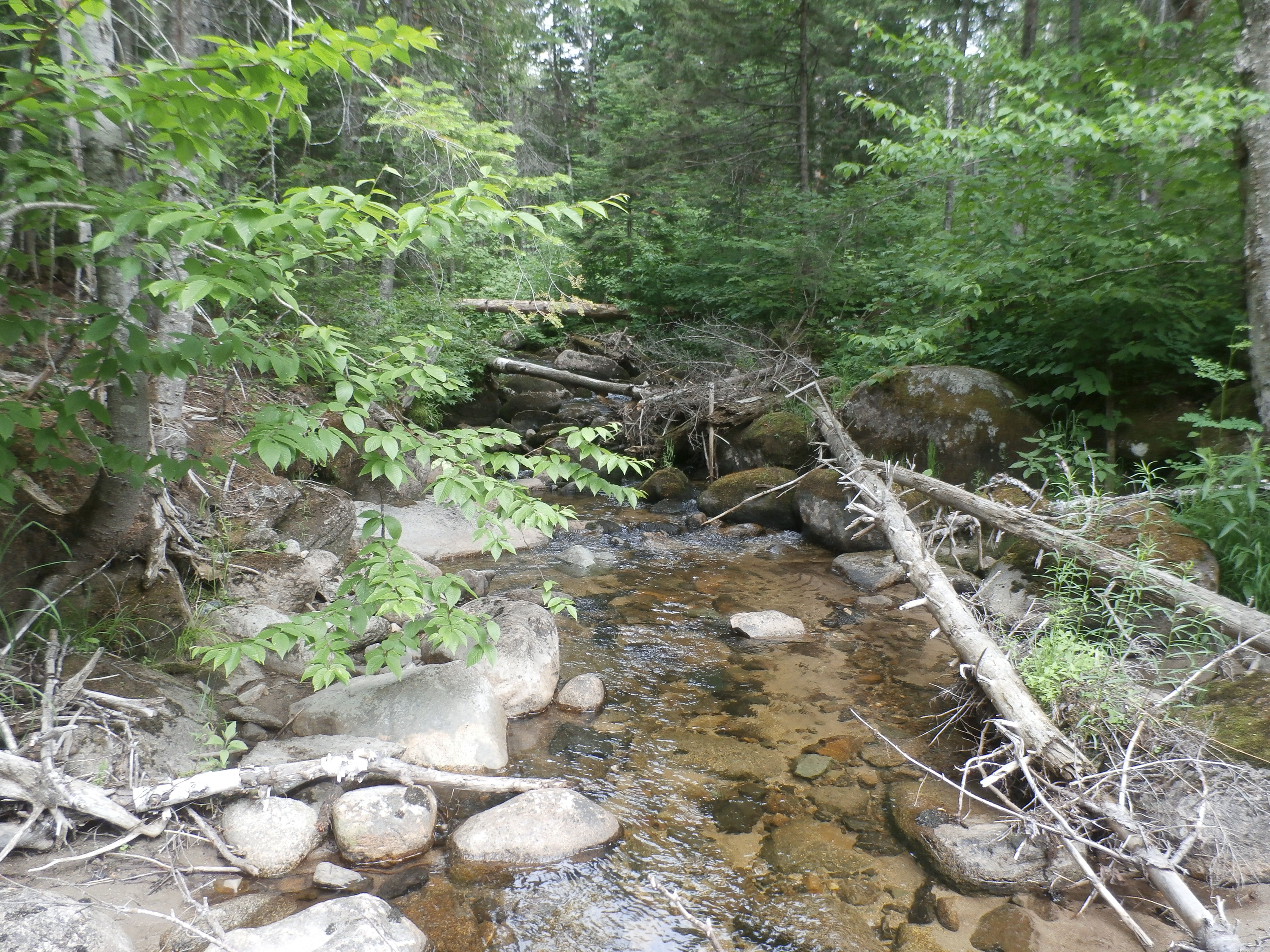
Rivière aux Araignées à environ 2.5 km de sa source.

La rivière aux Araignées prend sa source près du sommet du Mont Pisgah sur la Frontière entre le Canada et les États-Unis, soit à 0,4 km au nord de la frontière canado-américain. La rivière est rejointe par plusieurs ruisseaux qui drainent le flanc ouest du Mont Merrill, de la Montagne Caribou et de plusieurs montagnes frontalières entre le Québec et le Maine qui entourent une vallée qui constitue son bassin versant, drainé par plusieurs branches du ruisseau des Chutes, du ruisseau du Caribou et du ruisseau des Cascades. Elle coule entre le Mont Louise et le Mont Flat Top avant de se jeter sur la rive sud-est du Lac aux Araignées.
Cours supérieur de la rivière (segment de 21,2 km)
À partir de sa source, la "rivière aux Araignées" coule sur :
- 3,9 km vers le nord-ouest, jusqu'à la confluence du "ruisseau des Cascades" (venant de l'est) ;
- 0,6 km vers le nord-ouest, jusqu'à la confluence d'un ruisseau (venant de l'est) ;
- 5,2 km vers le nord-ouest, jusqu'à un pont routier ;
- 3,5 km vers le nord-ouest, jusqu'à la confluence du ruisseau du Club ;
- 3,1 km vers l'ouest, jusqu'à la rive sud-est du lac aux Araignées ;
- 4,9 km vers l'ouest en traversant le lac aux Araignées, jusqu'au barrage situé à son embouchure.

Cours inférieur de la rivière (segment de 3,5 km)

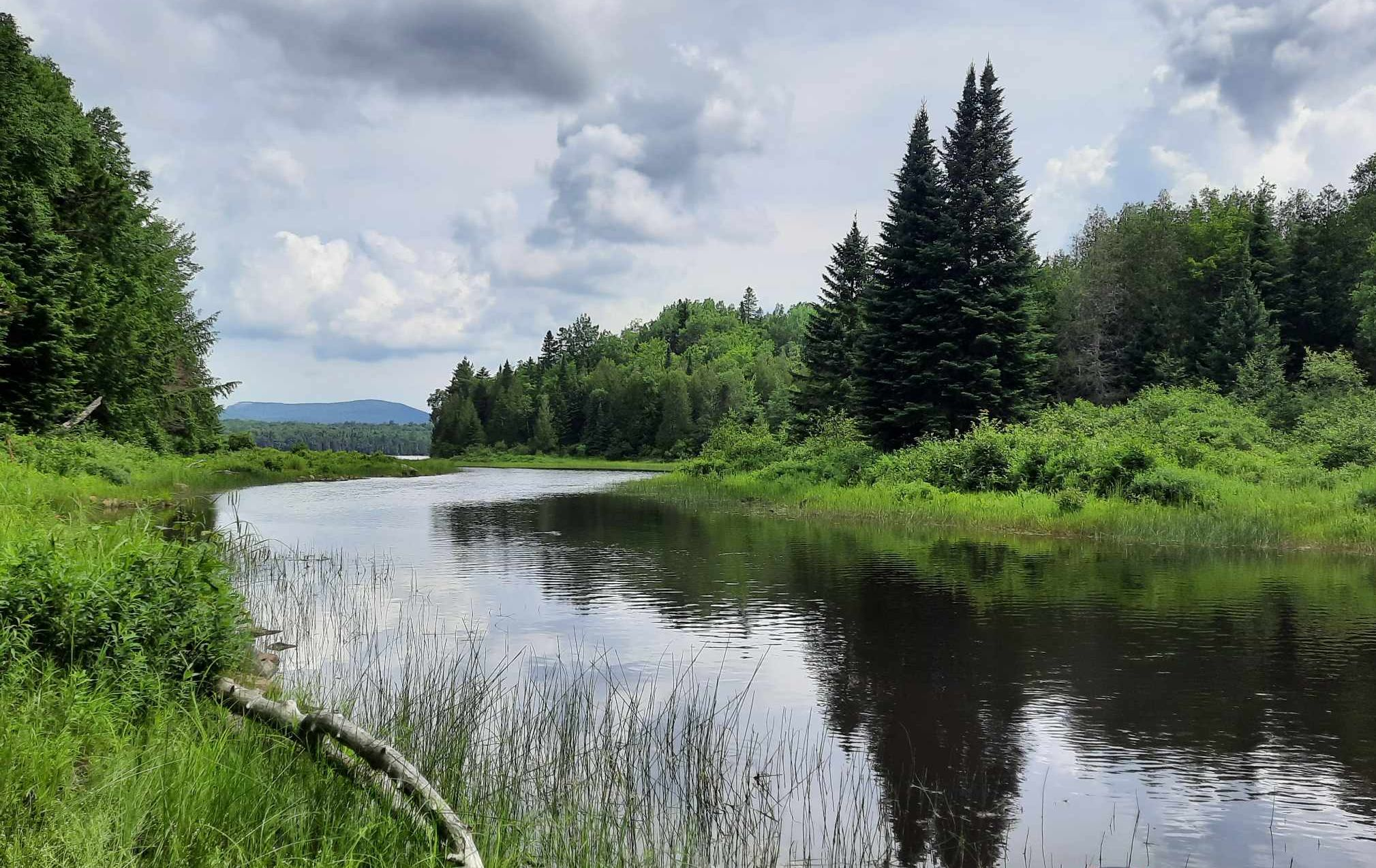
Décharge lac aux Araignées.

À partir du lac aux Araignées, la rivière  prend le nom de  décharge du lac aux Araignées et coule sur :
- 1,0 km vers le sud, jusqu'à la rive nord d'une baie du Lac des Joncs (Mégantic) ;
- 2,5 km vers le sud puis vers le nord-ouest, jusqu'au Lac des Joncs.

Le bassin versant de la rivière aux Araignées, qui est de 437,9 km2 et celui de la Rivière Arnold avec 265 km2 se rejoignent dans la décharge du lac des Joncs, ne formant qu'un seul cours d’eau avant d'atteindre le lac Mégantic.

## Toponymie
Le toponyme rivière aux Araignées a été officialisé le 5 décembre 1968 à la Commission de toponymie du Québec.